# Iperf
Iperf es una herramienta que se utiliza para hacer pruebas en redes informáticas. El funcionamiento habitual es crear flujos de datos TCP y UDP y medir el rendimiento de la red. Iperf fue desarrollado por el Distributed Applications Support Team (DAST) en el National Laboratory for Applied Network Research (NLANR) y está escrito en C++.
Iperf permite al usuario ajustar varios parámetros que pueden ser usados para hacer pruebas en una red, o para optimizar y ajustar la red. Iperf puede funcionar como cliente o como servidor y puede medir el rendimiento entre los dos extremos de la comunicación, unidireccional o bidireccionalmente. Es software de código abierto y puede ejecutarse en varias plataformas incluyendo Linux, Unix y Windows.
- UDP: Cuando se utiliza el protocolo UDP, Iperf permite al usuario especificar el tamaño de los datagramas y proporciona resultados del rendimiento y de los paquetes perdidos.
- TCP: Cuando se utiliza TCP, Iperf mide el rendimiento de la carga útil. Un detalle a tener en cuenta es que Iperf usa 1024*1024 para medidas en megabytes y 1000*1000 para megabits.

Típicamente la salida de Iperf contiene un informe con marcas de tiempo con la cantidad de datos transmitidos y el rendimiento medido.
Como Iperf es una herramienta multiplataforma, puede funcionar en cualquier red y devolver medidas de rendimiento estandarizadas. Esto puede ser útil para comparar equipos de red cableados e inalámbricos de manera imparcial. Al disponer del código fuente, es posible examinar la metodología usada para realizar las mediciones.

## iperf3
iperf3 es un intento de reescribir Iperf desde cero, con el objetivo de reducir y simplificar el código fuente y de crear una biblioteca que pueda ser usada en otros programas. El proyecto comenzó en 2009 y la última versión beta fue liberada en agosto de 2010. iperf3 no es compatible con Iperf.